# Olympische Sommerspiele 1984/Leichtathletik – Marathon (Männer)

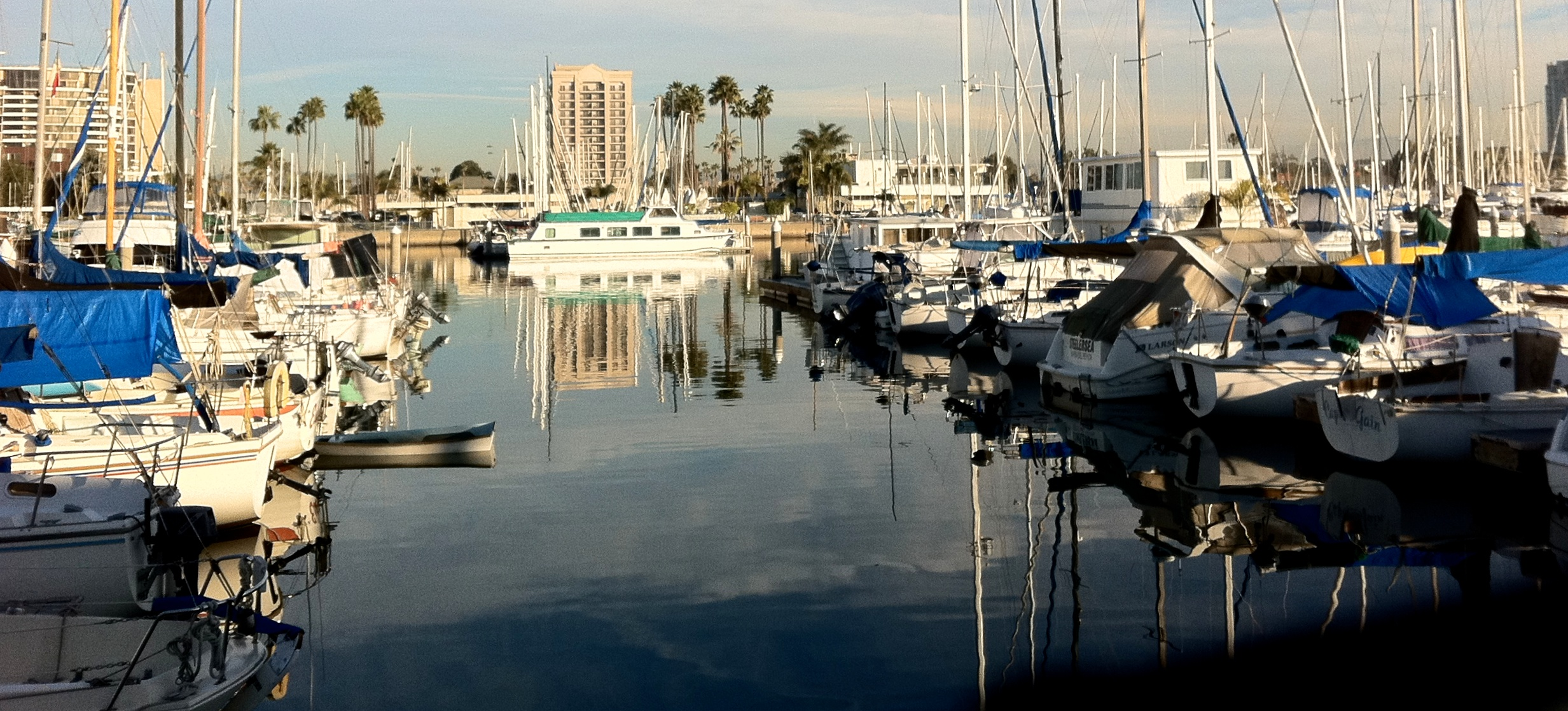
Der Hafen von Marina del Rey

Der Marathonlauf der Männer bei den Olympischen Spielen 1984 in Los Angeles wurde am 12. August 1984 ausgetragen. 107 Athleten nahmen teil, von denen 78 das Ziel erreichten.
Olympiasieger wurde der Portugiese Carlos Lopes. Er gewann vor dem Iren John Treacy und dem Briten Charlie Spedding.
Die Bundesrepublik Deutschland wurde durch Ralf Salzmann vertreten, der das Ziel auf Rang achtzehn erreichte.

Der Schweizer Bruno Lafranchi wurde Fünfzigster, der Österreicher Gerhard Hartmann gab das Rennen auf.

Läufer aus Liechtenstein nahmen nicht teil. Athleten aus der DDR waren wegen des Olympiaboykotts ebenfalls nicht dabei.

## Aktuelle Titelträger
| Olympiasieger 1980                      | Waldemar Cierpinski ( DDR)       | 2:11:03 h                    | Moskau 1980                  |
| Weltmeister 1983                        | Robert de Castella ( Australien) | 2:10:03 h                    | Helsinki 1983                |
| Europameister 1982                      | Gerard Nijboer ( Niederlande)    | 2:15:16 h                    | Athen 1982                   |
| Panamerikanischer Meister 1983          | Jorge González ( Puerto Rico)    | 2:12:43 h                    | Caracas 1983                 |
| Zentralamerika- und Karibikmeister 1983 | Víctor Mora ( Kolumbien)         | 2:58:51 h                    | Havanna 1983                 |
| Südamerikameister 1983                  | Juan Plagman ( Chile)            | 2:15:50 h                    | Santa Fe 1983                |
| Asienmeister 1983                       | Wettbewerb nicht ausgetragen     | Wettbewerb nicht ausgetragen | Wettbewerb nicht ausgetragen |
| Afrikameister 1982                      | Juma Ikangaa ( Tansania)         | 2:21:05 h                    | Kairo 1982                   |

## Rekorde/Bestleistungen
Offizielle Rekorde wurden damals in dieser Disziplin außer bei Meisterschaften und Olympischen Spielen aufgrund der unterschiedlichen Streckenbeschaffenheiten nicht geführt.

### Bestehende Rekorde/Bestleistungen
| Weltbestzeit       | 2:08:18 h | Robert de Castella ( Australien) | Fukuoka, Japan      | 6. Dezember 1981 |
| Olympischer Rekord | 2:09:55 h | Waldemar Cierpinski ( DDR)       | OS Montreal, Kanada | 31. Juli 1976    |

### Rekordverbesserung
Der portugiesische Olympiasieger Carlos Lopes verbesserte den bestehenden olympischen Rekord im Rennen am 12. August um 34 Sekunden auf 2:09:21 h. Zur Weltbestzeit fehlten ihm 1:03 Minuten.

## Streckenführung
Das Rennen wurde in Santa Monica am Santa Monica College gestartet. Über den Pacific Coast Highway und den Lincoln Boulevard ging es nach Nordwesten, ehe die Strecke nach Passieren der Interstate 10 in Richtung Nordosten den Olympic Boulevard querte. Die Route führte nun in einem weiten Linksbogen zur Pazifikküste, die in Pacific Palisades erreicht wurde. Über die Ocean Avenue ging es weiter südostwärts an der Küste entlang bis zum Venice Beach. Der Hafen von Marina del Rey wurde umrundet, anschließend wendete sich der Kurs ostwärts und passierte den Interstate 405. Über den Jefferson Boulevard ging es in nördlicher Richtung an Culver City vorbei bis Baldwin Hills. Über die Rodeo Road und dem Exposition Boulevard führte der Weg nun Richtung Osten zum Los Angeles Memorial Coliseum. Im Stadion war bis zum Ziel noch eine Runde zurückzulegen.

## Resultat und Rennverlauf

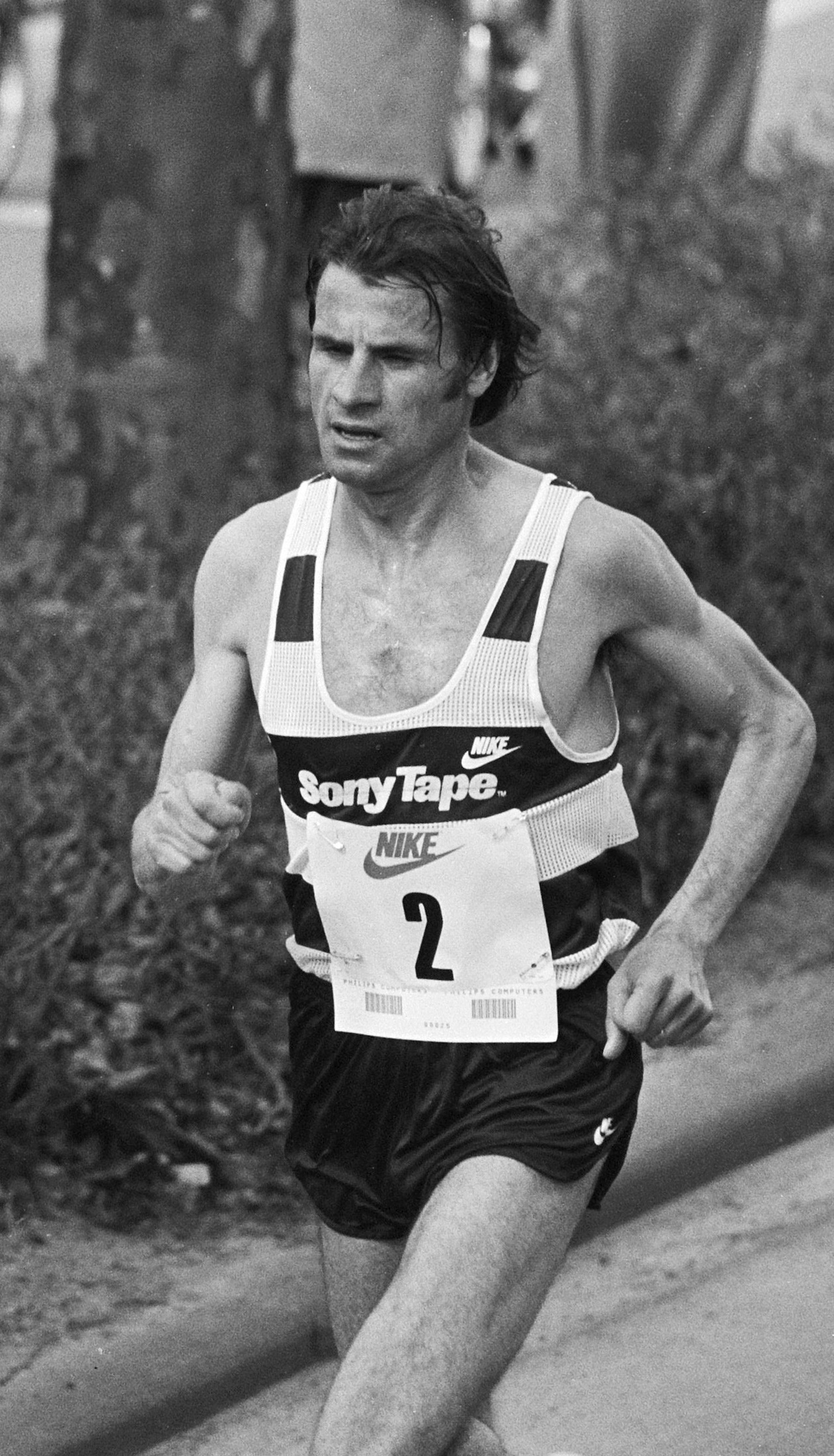
Olympiasieger Carlos Lopes

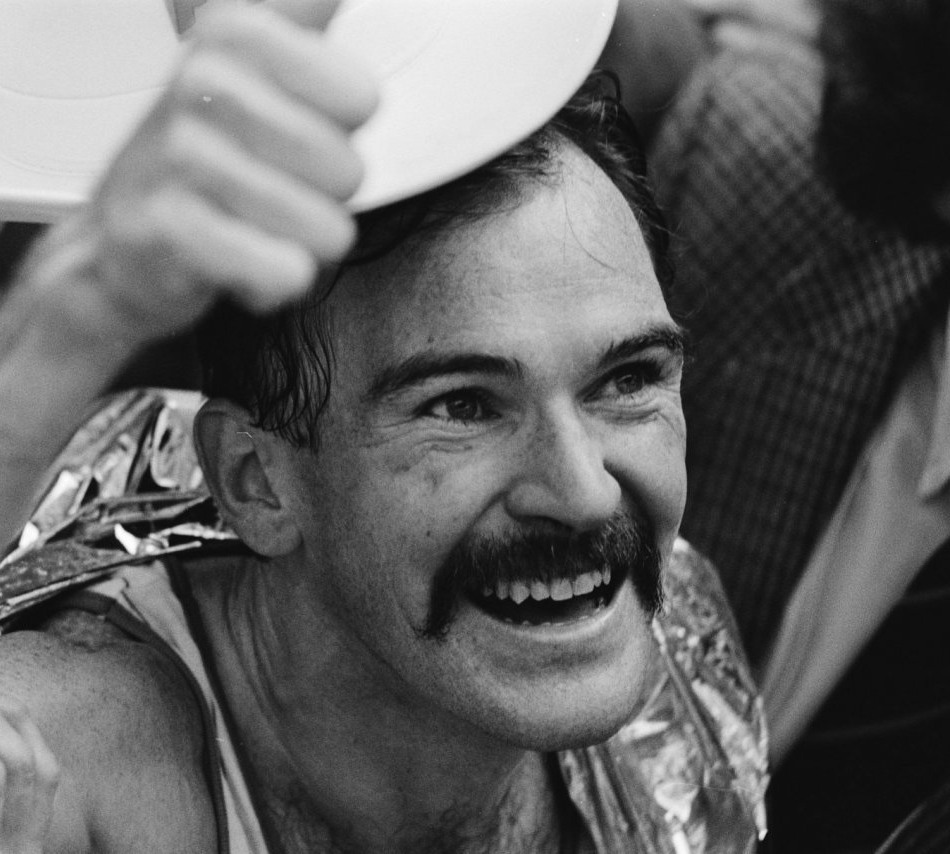
Robert de Castella belegte Rang fünf

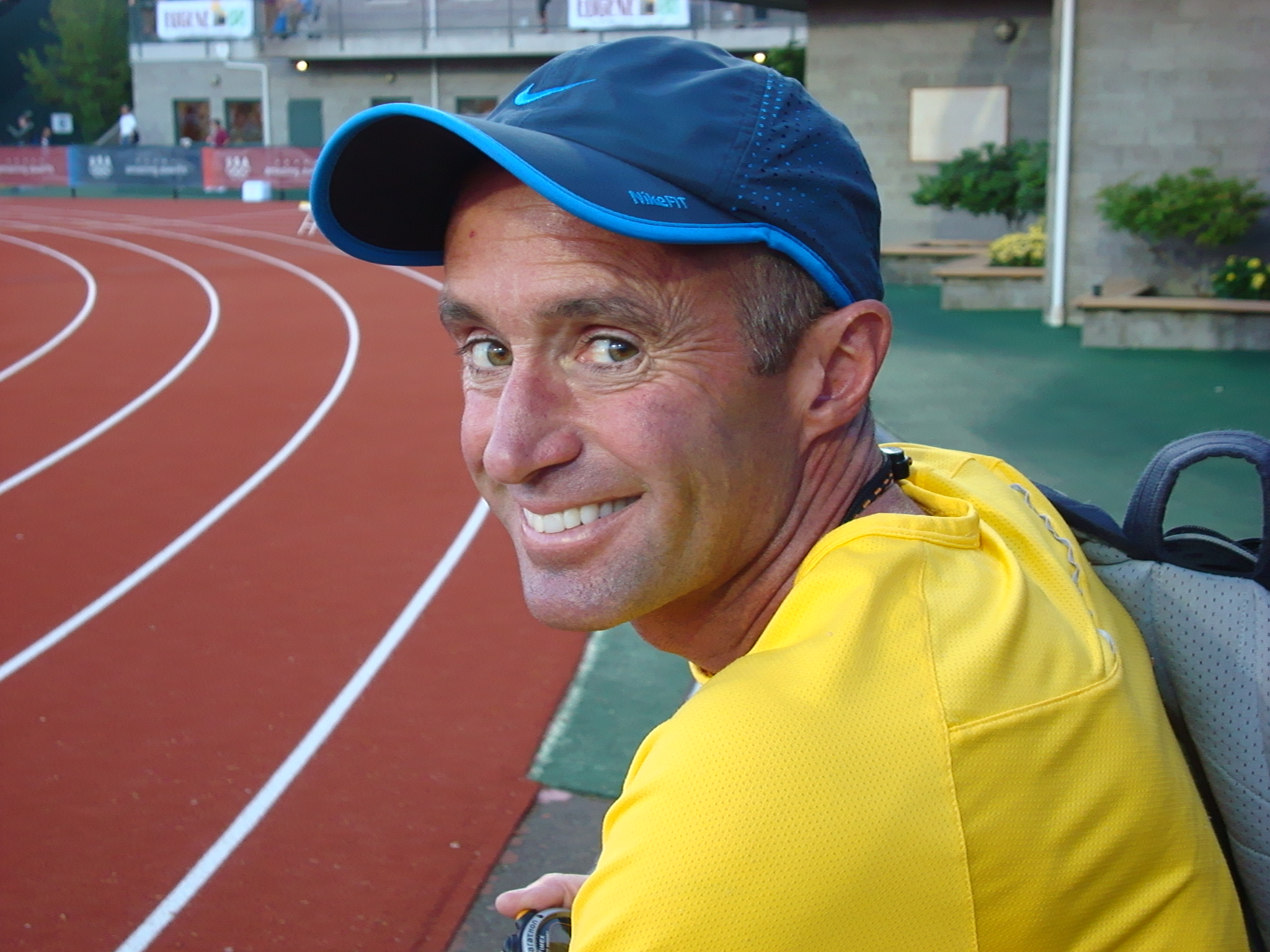
Alberto Salazar (Foto: 2008) kam auf den fünfzehnten Platz

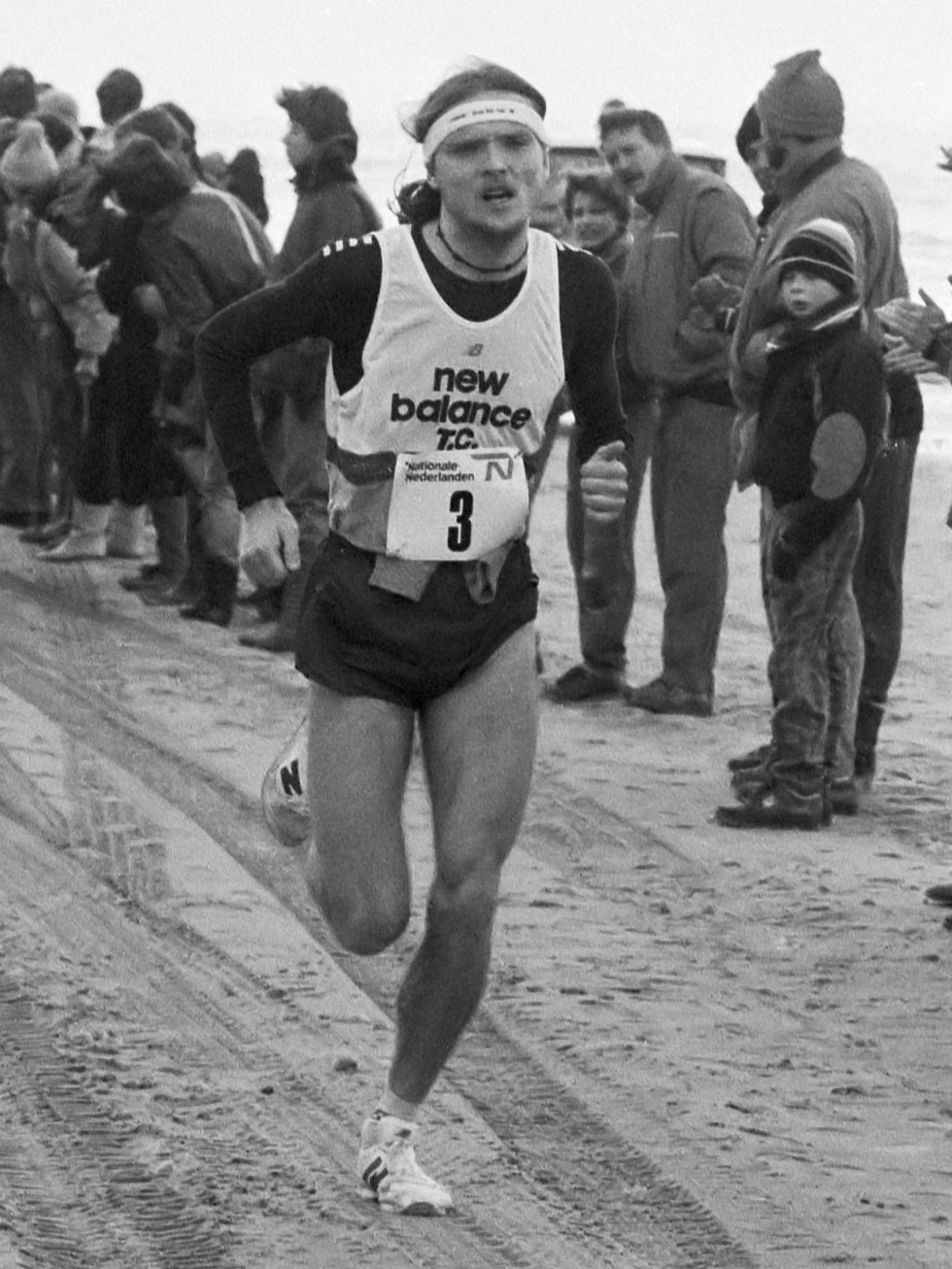
Henrik Jørgensen – Rang neunzehn

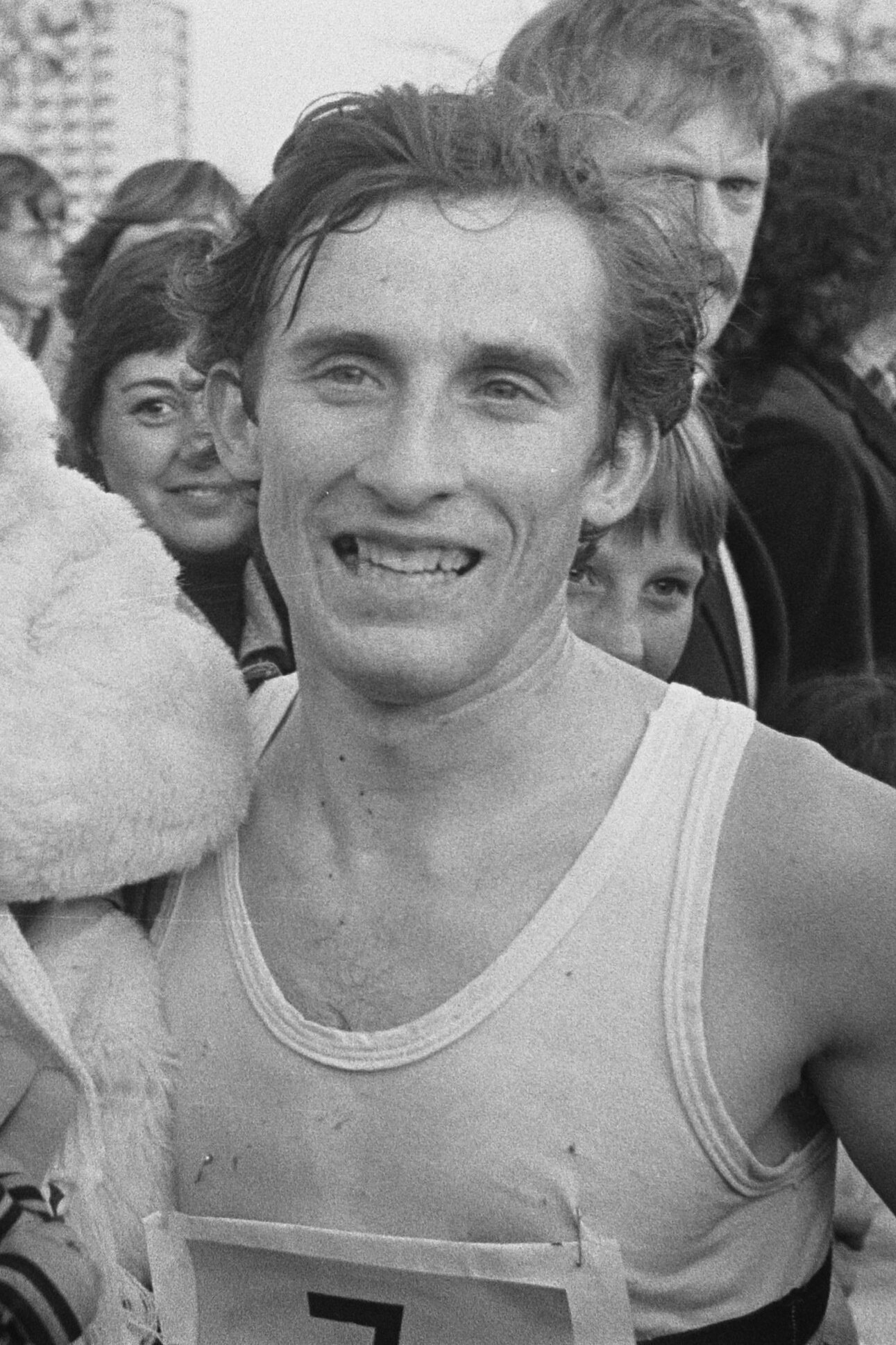
Karel Lismont – u. a. Olympiazweiter von 1972 und Olympiadritter von 1976 – erreichte Platz 24

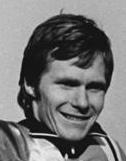
Øyvind Dahl – Rang 33

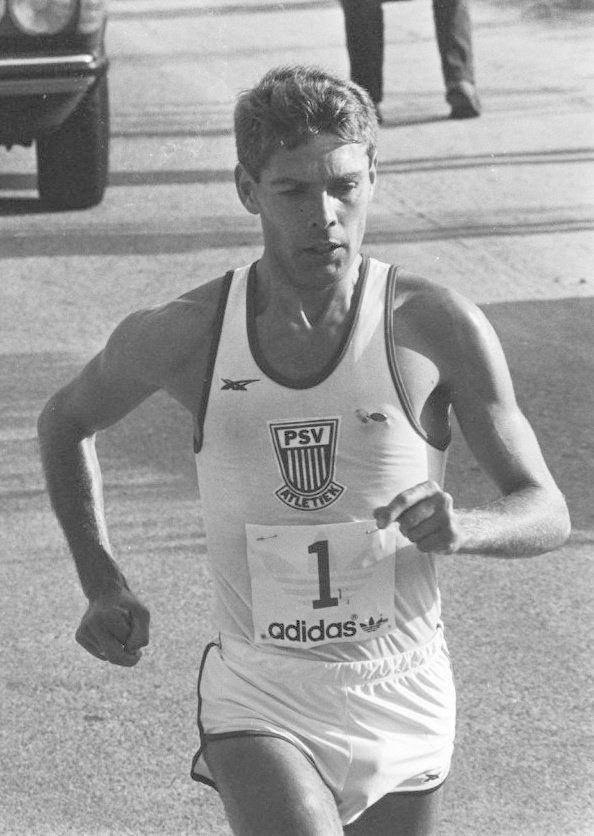
Cornelis Vriend belegte Platz 39

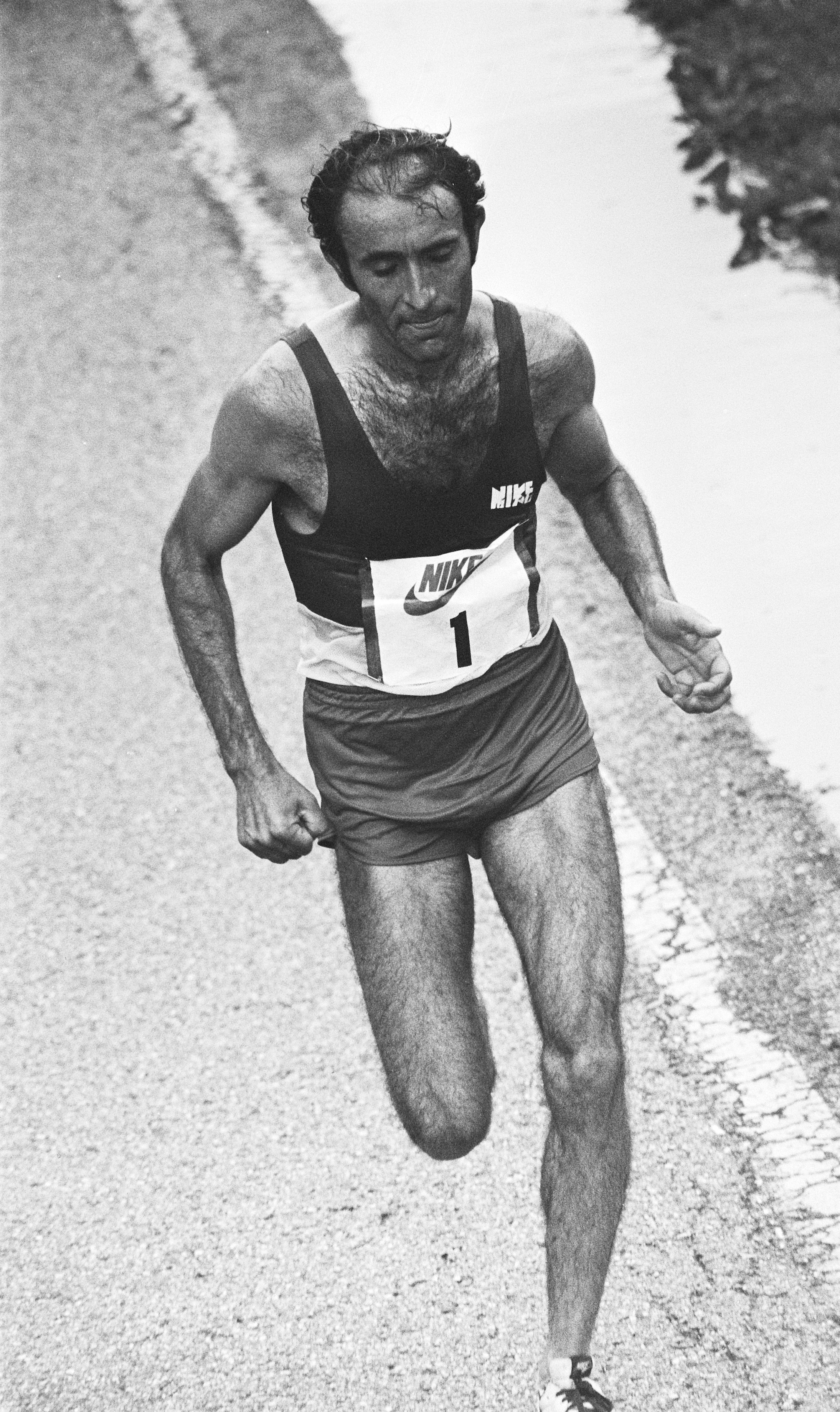
Rodolfo Gómez gab das Rennen auf

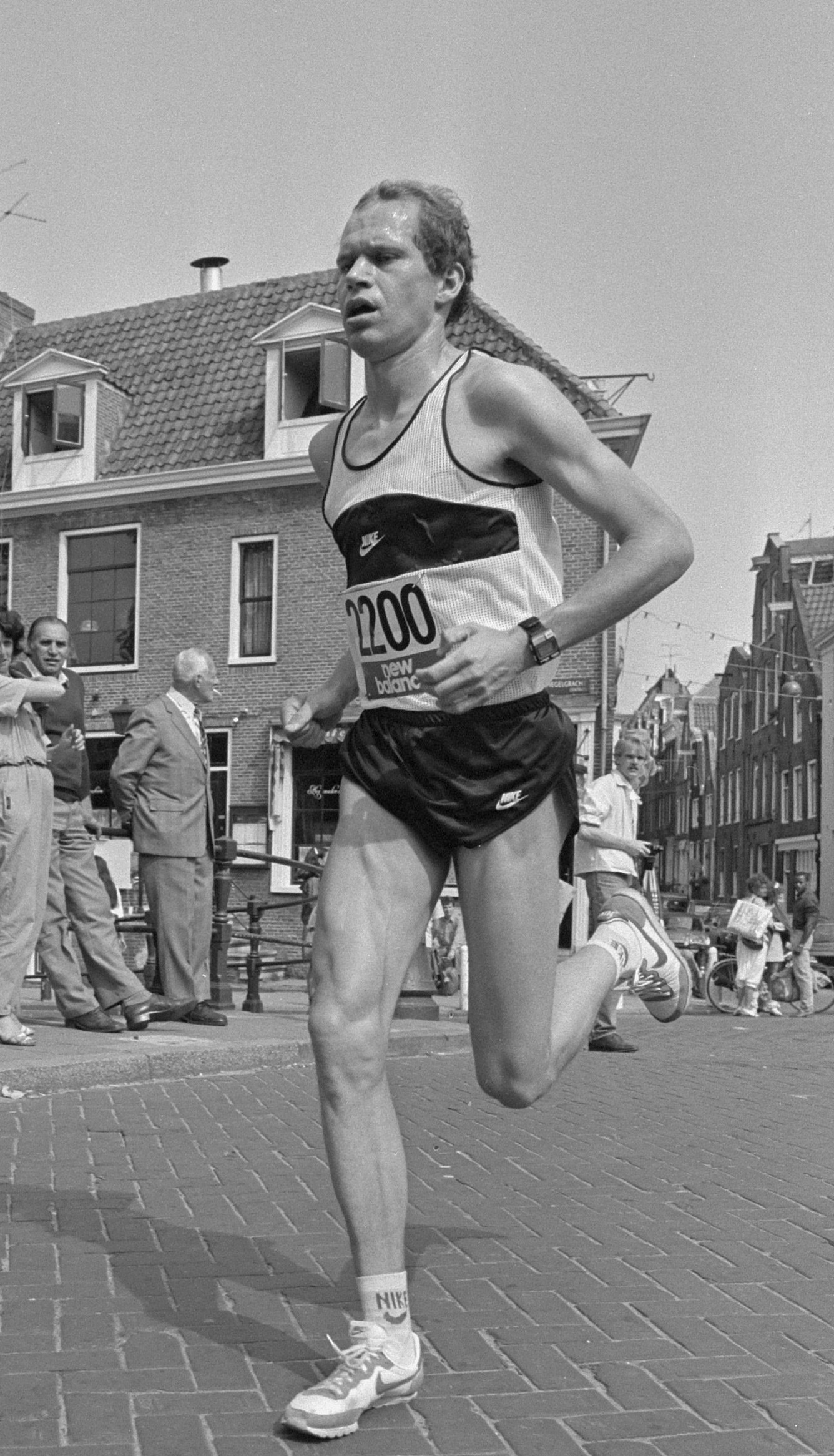
Cornelis Lambregts – Rennen nicht beendet

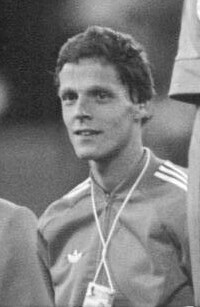
Der Olympiazweite von 1980 Gerard Nijboer beendete das Rennen vorzeitig

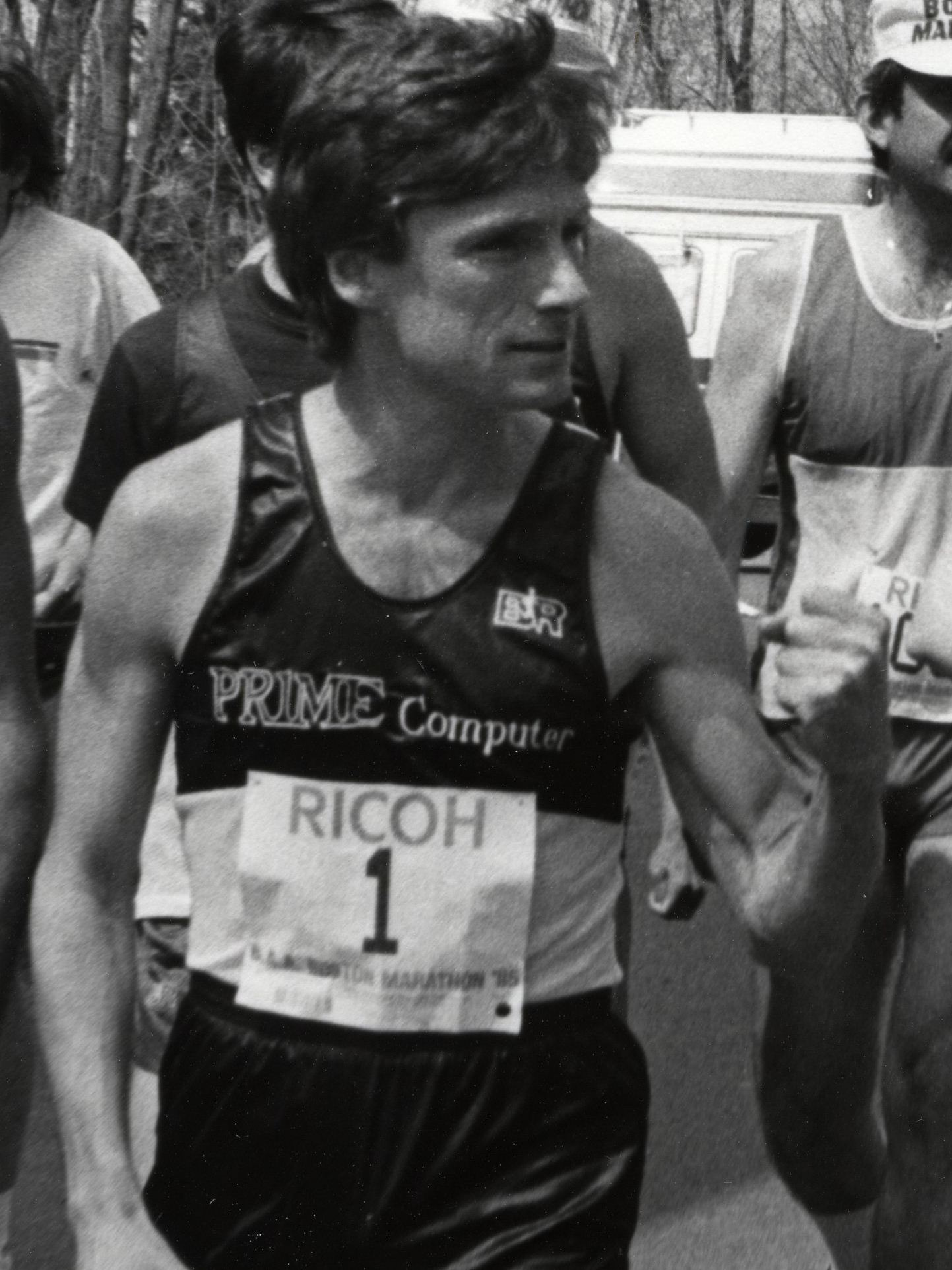
Geoff Smith – nicht im Ziel

Datum: 12. August 1984
| Zwischenzeiten      | Zwischenzeiten | Zwischenzeiten                 | Zwischenzeiten |
| Zwischenzeit- Marke | Zwischenzeit   | Führende(r)                    | 5-km-Zeit      |
| ------------------- | -------------- | ------------------------------ | -------------- |
| 5 km                | 15:35 min      | große Gruppe                   | 15:35 min      |
| 10 km               | 31:09 min      | Mehmet Yurdadön, Ralf Salzmann | 15:34 min      |
| 15 km               | 46:00 min      | Ahmed Salah, Gidamis Shahanga  | 14:51 min      |
| 20 km               | 1:01:20 h00    | Takeshi Sō                     | 15:20 min      |
| 25 km               | 1:17:12 h00    | größere Spitzengruppe          | 15:52 min      |
| 30 km               | 1:33:02 h00    | größere Spitzengruppe          | 15:50 min      |
| 35 km               | 1:48:23 h00    | achtköpfige Spitzengruppe      | 15:21 min      |
| 40 km               | 2:06:20 h00    | Carlos Lopes                   | 15:58 min      |

Anmerkung:
Die Zwischenzeit über 40 km kann nicht korrekt sein, ansonsten hätte Carlos Lopes die letzten 2195 Meter in 3:01 min (entspricht 43,657 km pro Stunde) laufen müssen, was unmöglich ist. Das macht auch alle anderen Zwischenzeitenangaben fragwürdig.
| Platz | Athlet                   | Land                         | Zeit (h) | Anmerkung |
| ----- | ------------------------ | ---------------------------- | -------- | --------- |
| 01    | Carlos Lopes             | Portugal                     | 2:09:21  | OR        |
| 02    | John Treacy              | Irland                       | 2:09:56  |           |
| 03    | Charlie Spedding         | Großbritannien               | 2:09:58  |           |
| 04    | Takeshi Sō               | Japan                        | 2:10:55  |           |
| 05    | Robert de Castella       | Australien                   | 2:11:09  |           |
| 06    | Juma Ikangaa             | Tansania                     | 2:11:10  |           |
| 07    | Joseph Nzau              | Kenia                        | 2:11:28  |           |
| 08    | Djama Robleh             | Dschibuti                    | 2:11:39  |           |
| 09    | Jeremy Kiernan           | Irland                       | 2:12:20  |           |
| 10    | Rod Dixon                | Neuseeland                   | 2:12:57  |           |
| 11    | Pete Pfitzinger          | USA                          | 2:13:53  |           |
| 12    | Hugh Jones               | Großbritannien               | 2:13:57  |           |
| 13    | Jorge González           | Puerto Rico                  | 2:14:00  |           |
| 14    | Toshihiko Seko           | Japan                        | 2:14:13  |           |
| 15    | Alberto Salazar          | USA                          | 2:14:19  |           |
| 16    | Mehmet Terzi             | Türkei                       | 2:14:20  |           |
| 17    | Shigeru Sō               | Japan                        | 2:14:38  |           |
| 18    | Ralf Salzmann            | BR Deutschland               | 2:15:29  |           |
| 19    | Henrik Jørgensen         | Dänemark                     | 2:15:55  |           |
| 20    | Ahmed Salah              | Dschibuti                    | 2:15:59  |           |
| 21    | Agapius Masong           | Tansania                     | 2:16:25  |           |
| 22    | Gidamis Shahanga         | Tansania                     | 2:16:27  |           |
| 23    | Elói Schleder            | Brasilien                    | 2:16:35  |           |
| 24    | Karel Lismont            | Belgien                      | 2:17:07  |           |
| 25    | Allan Zachariasen        | Dänemark                     | 2:17:10  |           |
| 26    | Michalis Kousis          | Griechenland                 | 2:17:38  |           |
| 27    | Pertti Tiainen           | Finnland                     | 2:17:43  |           |
| 28    | Alain Lazare             | Frankreich                   | 2:17:52  |           |
| 29    | Vincent Ruguga           | Uganda                       | 2:17:54  |           |
| 30    | Armand Parmentier        | Belgien                      | 2:18:10  |           |
| 31    | César Mercado            | Puerto Rico                  | 2:19:09  |           |
| 32    | Omar Abdillahi Charmarke | Dschibuti                    | 2:19:11  |           |
| 33    | Øyvind Dahl              | Norwegen                     | 2;19:28  |           |
| 34    | Derek Froude             | Neuseeland                   | 2:19:44  |           |
| 35    | Giovanni D’Aleo          | Italien                      | 2:20:12  |           |
| 36    | Jesús Herrera            | Mexiko                       | 2:20:33  |           |
| 37    | Lee Hong-yul             | Südkorea                     | 2:20:56  |           |
| 38    | Juan Camacho             | Bolivien                     | 2:21:04  |           |
| 39    | Cor Vriend               | Niederlande                  | 2:21:08  |           |
| 40    | France Ntaole            | Lesotho                      | 2:21:09  |           |
| 41    | Johan Geirnaert          | Belgien                      | 2:21:35  |           |
| 42    | Jacky Boxberger          | Frankreich                   | 2:22:00  |           |
| 43    | Marco Marchei            | Italien                      | 2:22:38  |           |
| 44    | Art Boileau              | Kanada                       | 2:22:43  |           |
| 45    | Samuel Hlawe             | Swasiland                    | 2:22:45  |           |
| 46    | Baikuntha Manandhar      | Nepal                        | 2:22:52  |           |
| 47    | Ahmed Mohamed Ismail     | Somalia                      | 2:23:27  |           |
| 48    | Chae Hong-nak            | Südkorea                     | 2:23:33  |           |
| 49    | Joseph Otieno            | Kenia                        | 2:24:14  |           |
| 50    | Bruno Lafranchi          | Schweiz                      | 2:24:38  |           |
| 51    | Dick Hooper              | Irland                       | 2:24:41  |           |
| 52    | Derrick Adamson          | Jamaika                      | 2:25:02  |           |
| 53    | Claudio Cabán            | Puerto Rico                  | 2:27:16  |           |
| 54    | Marc Agosta              | Luxemburg                    | 2:27:41  |           |
| 55    | Wilson Theleso           | Botswana                     | 2:29:20  |           |
| 56    | Chen Chang-ming          | Chinesisch Taipeh            | 2:29:53  |           |
| 57    | Alejandro Silva          | Chile                        | 2:29:53  |           |
| 58    | Kim Won-sik              | Südkorea                     | 2:30:57  |           |
| 59    | Rubén Aguiar             | Argentinien                  | 2:31:18  |           |
| 60    | Shem-Tov Sabag           | Israel                       | 2:31:34  |           |
| 61    | Vincent Rakabaele        | Lesotho                      | 2:32:15  |           |
| 62    | Marios Kassianidis       | Zypern                       | 2:32:51  |           |
| 63    | Arjun Pandit             | Nepal                        | 2:32:53  |           |
| 64    | Ismael Mahmoud Ghassab   | Jordanien                    | 2:33:30  |           |
| 65    | Alain Bordeleau          | Kanada                       | 2:34:27  |           |
| 66    | Tau John Tokwepota       | Papua-Neuguinea              | 2:36:36  |           |
| 67    | Patric Nyambariro-Nhauro | Simbabwe                     | 2:37:18  |           |
| 68    | Kimurgor Ngeny           | Kenia                        | 2:37:19  |           |
| 69    | Amira Prasad Yadav       | Nepal                        | 2:38:10  |           |
| 70    | Adolphe Ambowodé         | Zentralafrikanische Republik | 2:41:26  |           |
| 71    | Carlos Ávila             | Honduras                     | 2:42:03  |           |
| 72    | Jules Randrianarivelo    | Madagaskar                   | 2:43:05  |           |
| 73    | Ahmed Abdul Lahij        | Somalia                      | 2:44:39  |           |
| 74    | George Mambosasa         | Malawi                       | 2:46:14  |           |
| 75    | Marlon Williams          | Amerikanische Jungferninseln | 2:46:50  |           |
| 76    | Johnaon Mbangiwa         | Botswana                     | 2:48:12  |           |
| 77    | Leonardo Illut           | Philippinen                  | 2:49:39  |           |
| 78    | Dieudonné LaMothe        | Haiti                        | 2:52:18  |           |
| DNF   | Wilson Achia             | Uganda                       |          |           |
| DNF   | Omar Aguilar             | Chile                        |          |           |
| DNF   | Awadh Shaban Al-Sameer   | Oman                         |          |           |
| DNF   | Ahmet Altun              | Türkei                       |          |           |
| DNF   | Cidálio Caetano          | Portugal                     |          |           |
| DNF   | Miguel Angel Cruz        | Mexiko                       |          |           |
| DNF   | David Edge               | Kanada                       |          |           |
| DNF   | Filippos Filippou        | Zypern                       |          |           |
| DNF   | Rodolfo Gómez            | Mexiko                       |          |           |
| DNF   | Gerhard Hartmann         | Österreich                   |          |           |
| DNF   | Stig Roar Husby          | Norwegen                     |          |           |
| DNF   | Matthews Kambale         | Malawi                       |          |           |
| DNF   | Cornelis Lambregts       | Niederlande                  |          |           |
| DNF   | Ronald Lanzoni           | Costa Rica                   |          |           |
| DNF   | Tommy Lazarus            | Simbabwe                     |          |           |
| DNF   | Bigboy Matlapeng         | Botswana                     |          |           |
| DNF   | Delfim Moreira           | Portugal                     |          |           |
| DNF   | Gerard Nijboer           | Niederlande                  |          |           |
| DNF   | Santiago de la Parte     | Spanien                      |          |           |
| DNF   | Tommy Persson            | Schweden                     |          |           |
| DNF   | Rumbanza Situ            | Zaire                        |          |           |
| DNF   | Geoff Smith              | Großbritannien               |          |           |
| DNF   | Kjell-Erik Ståhl         | Schweden                     |          |           |
| DNF   | Domingo Tibaduiza        | Kolumbien                    |          |           |
| DNF   | Juan Carlos Traspaderne  | Spanien                      |          |           |
| DNF   | John Tuttle              | USA                          |          |           |
| DNF   | Nimley Twegbe            | Liberia                      |          |           |
| DNF   | Mehmet Yurdadön          | Türkei                       |          |           |

Als Favoriten galten der australische Weltmeister Robert de Castella, der beim Fukuoka-Marathon 1981 eine neue Weltbestzeit aufgestellt hatte. Der US-Amerikaner Alberto Salazar hatte in den Jahren 1980, 1981 und 1982 den New-York-City-Marathon drei Mal in Folge gewonnen, zudem wurde er 1983 der erste Weltmeister. Der Japaner Takeshi Sō wäre 1980 in Moskau einer der Favoriten gewesen, doch der Olympiaboykott, an dem u. a. auch Japan beteiligt war, verhinderte seine Teilnahme. In Los Angeles ging er zusammen mit seinem Zwillingsbruder Shigeru Sō an den Start.
Drei Marathonläufer – Omar Abdillahi Charmarke, Djama Robleh und Ahmed Salah – waren die ersten Sportler aus Dschibuti, die an Olympischen Spielen teilnahmen.
Zunächst blieb das Läuferfeld zusammen. Nach zehn Kilometern hatten sich kleinere Ausreißergruppen gebildet. Es führte der Türke Mehmet Yurdadön vor dem Deutschen Ralf Salzmann und Juan Carlos Traspaderne aus Spanien. Knapp dahinter folgte eine kleinere Gruppe, u. a. mit dem Kenianer Kimurgor Ngeny, dem Griechen Michalis Kousis, dem Briten Geoff Smith und dem Norweger Stig Roar Husby. Doch diese Läufer spielten am Ende keine Rolle mehr, sie belegten hintere Plätze oder gaben das Rennen auf. Die nächsten fünf Kilometer wurden sehr schnell zurückgelegt und die ersten Ausreißer wurden wieder gestellt. Es bildete sich eine größere Spitzengruppe, angeführt von Ahmed Salah und Gidamis Shahanga aus Tansania. Die nächsten fünf Kilometer hatten wieder ein etwas gemäßigteres Tempo, ähnlich wie in der Anfangsphase. Dennoch fielen nun nach und nach immer mehr Läufer aus der bislang großen Führungsgruppe zurück. Ganz vorne lag der Japaner Takeshi Sō, der etwa mit fünf Sekunden Vorsprung vor einer Gruppe mit starken Konkurrenten führte. Im weiteren Verlauf reihte sich der Japaner in diese größere Gruppe ein, die das Feld anführte.
Mit einer deutlichen Tempoverschärfung löste sich nach dreißig Kilometern eine achtköpfige Gruppe. Unter ihnen waren der Japaner Takeshi Sō, der Portugiese Carlos Lopes, der Brite Charlie Spedding, der Ire John Treacy und der Australier de Castella. Nachdem die Gruppe einige Kilometer zusammen gelaufen war und das Tempo wieder nachgelassen hatte, forcierte Lopes bei Kilometer 37 noch einmal. Nur Treacy und Spedding konnten zunächst noch mithalten. Lopes setzte sich in der Folgezeit auch von seinen letzten Verfolgern mehr und mehr ab. Er kam mit über 35 Sekunden Vorsprung ins Stadion und konnte den Schlussabschnitt winkend absolvieren. Treacy und Spedding lieferten sich auf der Stadionrunde einen Kampf um die Silbermedaille, den der Ire mit zwei Sekunden Vorsprung für sich entschied. Von den Favoriten erreichte Takeshi Sō das Ziel als Vierter, eine weitere Minute hinter Spedding. De Castella wurde mit vierzehn Sekunden Rückstand auf Takeshi Sō Fünfter. Salazar kam als Fünfzehnter ins Ziel, Shigeru Sō als Siebzehnter.
Carlos Lopes verbesserte Waldemar Cierpinskis olympischen Rekord um 34 Sekunden.
Mit seinem Sieg wurde Carlos Lopes zum ersten Olympiasieger Portugals.
John Treacy gewann die erste irische Medaille im Marathonlauf.

## Videolinks
- 1984-08-12 Olympic Marathon (men's) raw satellite feed - part 1 of 4 Carlos Lopes - Portugal, youtube.com, abgerufen am 8. November 2021
- 1984-08-12 Olympic Marathon (men's) raw satellite feed - part 2 of 4 Carlos Lopes - Portugal, youtube.com, abgerufen am 8. November 2021
- 1984-08-12 Olympic Marathon (men's) raw satellite feed - part 3 of 4 Carlos Lopes - Portugal, youtube.com, abgerufen am 8. November 2021
- 1984-08-12 Olympic Marathon (men's) raw satellite feed - part 4 of 4 Medal Ceremonies, Late Runners, youtube.com, abgerufen am 8. November 2021
- Men's Marathon at LA Olympics in 1984, youtube.com, abgerufen am 7. Januar 2018